# Falco – příběh poldy
Falco – příběh poldy (ve francouzském originále Falco) je francouzský televizní seriál, který v letech 2013–2016 vysílal soukromý televizní kanál TF1. Jedná se o francouzský remake německého seriálu Poslední polda z roku 2009.

## Synopse
V květnu 1991 poručík Alexandre Falco po zásahu střelou do hlavy upadl do kómatu. O 22 let později se probere a začne zjišťovat, jak moc se věci kolem něj změnily: jeho žena vede nový život a jeho dcera Pauline je už dospělá. Odmítne odchod do důchodu, který mu nabízí jeho bývalý kolega a nyní komisař Jean-Paul Ménard a vrátí se k policii a jeho novým kolegou se stává poručík Romain Chevalier.

## Přehled postav
- Sagamore Stévenin: policejní inspektor, později poručík Alexandre Falco
- Clément Manuel: poručík Romain Chevalier
- Mathilde Lebrequier: Carole Sarda-Falco
- Alexia Barlier: desátnice Éva Blum
- Arno Chevrier: divizní inspektor, později policejní komisař
- Saïda Jawad: Sonia Vasseur
- Franck Monsigny: Philippe Cheron
- Marie Béraud: Pauline Falco
- Lilly-Fleur Pointeaux: Joy

## Seznam dílů

### První řada (2013)
1. Le Réveil
2. Un Nouveau Départ
3. Zones d'ombre
4. Rencontres assassines
5. Le Petit Chaperon rouge
6. Tête à tête avec la mort

### Druhá řada (2014)
1. Comme des frères
2. La mort dans l'âme
3. Au clair de la lune
4. Dans la peau
5. Samaël
6. Artifices

### Třetí řada (2015)
1. Chaos (část 1)
2. Chaos (část 2)
3. A la folie
4. A l'état brut
5. Sans pitié
6. Sacrifices
7. Sous les cendres
8. Vox populi
9. Intoxications
10. Babylone

## Ocenění
- 2013: Festival de la fiction TV de La Rochelle – cena publika pro nejlepší nový seriál sezóny
- 2014: cena Laurier de la radio et de la télévision – nejlepší seriál